# Parasemia caspica
Parasemia caspica là một loài bướm đêm thuộc phân họ Arctiinae, họ Erebidae.